# Ischigualastia

Tamaño de Ischigualastia jenseni comparado con un humano

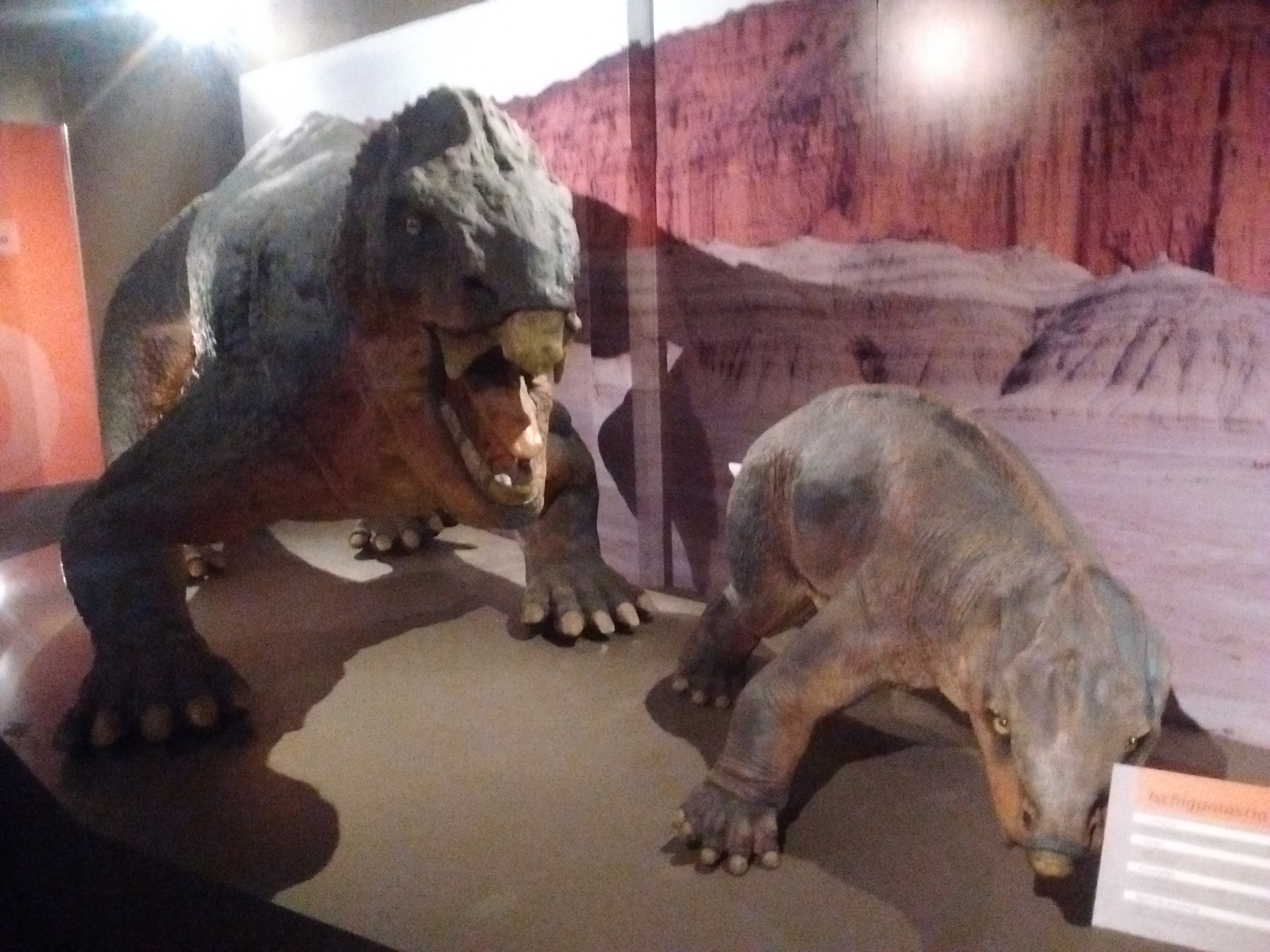
Recreación artística de Ischigualastia y su cría.

Ischigualastia es un género extinto de sinápsidos dicinodontos, pertenecientes a la Familia Kannemeyeriidae, que existió durante el Carniense del Triásico Tardío. Se ha descrito una sola especie, Ischigualastia jenseni y fue descubierto en Ischigualasto, Argentina.
Se considera más grande que sus parientes más famosos del género Placerias, las cuales medían hasta 3,5 metros de longitud y pesaban 1,1 a 2,2 toneladas. A diferencias de Placerias, carencian de colmillos. Era el herbívoro cuadrúpedo más grande y común de la formación de Ischigualasto.La única amenaza para un animal tan grande en ese tiempo era el pseudosuquio carnívoro Saurosuchus, que era casi igual de grande.